# کاتر اسمیت
کاتر اسمیت (انگلیسی: Cotter Smith؛ زادهٔ ۲۹ مهٔ ۱۹۴۹) بازیگر اهل ایالات متحده آمریکا است.
از فیلم‌ها یا برنامه‌های تلویزیونی که وی در آن نقش داشته‌است، می‌توان به ایکس ۲، کی-۹، مراقب باش خانم و شکارچی ذهن اشاره کرد.